# Hideto Inoue
Hideto Inoue (japanisch 井上 秀人 Inoue Hideto; * 27. Juni 1982 in der Präfektur Ehime) ist ein ehemaliger japanischer Fußballspieler.

## Karriere
Inoue erlernte das Fußballspielen in der Jugendmannschaft von Ehime FC und der Universitätsmannschaft der Chūkyō-Universität. Seinen ersten Vertrag unterschrieb er 2005 bei Ehime FC. Der Verein spielte in der dritthöchsten Liga des Landes, der Japan Football League. 2005 wurde er mit dem Verein Meister der Japan Football League und stieg in die J2 League auf. Ende 2008 beendete er seine Karriere als Fußballspieler.